# شمال شرق آسيا

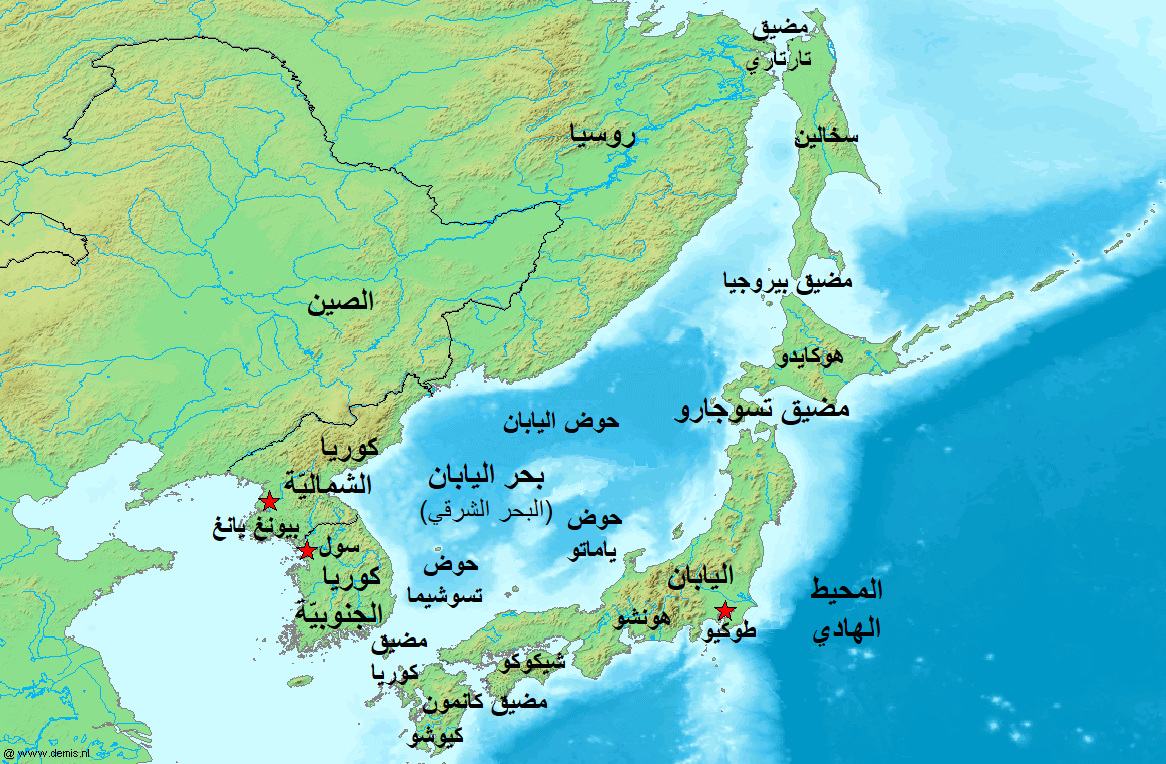
خريطة لجزء من شمال شرق آسيا (تظهر جزء بسيط من روسيا).

شمال شرق آسيا هي منطقه في قارة آسيا. مساحتها تقارب 10 ملايين كم2.و تستأثر الصين واليابان بأهم الأدوار الإقليمية في شمال شرق آسيا، ويسكنها أكثر من مليارَي نسمه، أكثر من نصفهم يعيش في الصين
شمال شرق آسيا هي منطقة جغرافية فرعية تقع قارة آسيا. تقرب مساحتها من 10 ملايين كم2. شاع مصطلح شمال شرق آسيا خلال الثلاثينيات من قبل المؤرخ الأمريكي والعالم السياسي روبرت كيرنر. وقد شمل تعريف كيرنرهضبة منغوليا وشمال شرق الصين، وشبه الجزيرة الكورية والمناطق الجبلية في الشرق الأقصى الروسي، من نهر لينا في الغرب إلى المحيط الهادئ في الشرق.

## التعريفات
إن تعريف شمال شرق آسيا ليس ثابتًا ولكنه يتغير غالبًا وفقًا للسياق الذي تتم مناقشته فيه.
في الاستخدام الشائع، يشير مصطلح شمال شرق آسيا عادةً إلى منطقة تشمل شمال الصين.  ويمكن أن يقال أن البلدان الأساسية التي تشكل منطقة شمال شرق آسيا هي روسيا، منغوليا، اليابان، كوريا الشمالية، كوريا الجنوبية والصين. قد يتم تضمين تايوان أيضًا في بعض التعريفات. ويضم البنك الدولي هونغ كونغ و ماكاو إلى المنطقة. ويشمل تعريف معهد البحوث الاقتصادية لشمال شرق آسيا المنطقة روسيا ومنغوليا واليابان وكوريا والصين.

## البلدان
| البلد\ الإقليم | العاصمة    | المساحة (كم2) | عدد السكان (2019) | الكثافة السكانية |
| -------------- | ---------- | ------------- | ----------------- | ---------------- |
| الصين          | بكين       | 9,640,011     | 1,427,647,786     | 138              |
| اليابان        | طوكيو      | 377,930       | 127,202,192       | 337              |
| كوريا الجنوبية | سول        | 100,210       | 51,171,706        | 198              |
| كوريا الشمالية | بيونغييانغ | 36,197        | 25,549,604        | 500              |

## الاقتصاد
شمال شرق آسيا هي واحدة من المناطق الاقتصادية الأكثر أهمية في العالم. كما أنها واحدة من المراكز السياسية الكبرى ولها تأثير مهم في السياسة الدولية.
| البلد          | قائمة الدول حسب الناتج المحلي الإجماليبمليارات الدولارات الأمريكية (2020) | قائمة الدول حسب الناتج المحلي الإجمالي الاسمي للفردبدولار الأمريكي (2020) | قائمة الدول حسب الناتج المحلي الإجماليبمليارات الدولارات الأمريكية (2020) | قائمة الدول حسب الناتج المحلي الإجمالي للفردبدولار الأمريكي (2020) |
| -------------- | ------------------------------------------------------------------------- | ------------------------------------------------------------------------- | ------------------------------------------------------------------------- | ------------------------------------------------------------------ |
| الصين          | 15,222.155                                                                | 10,839.435                                                                | 24,162.435                                                                | 17,205.654                                                         |
| اليابان        | 4,910.580                                                                 | 39,047.860                                                                | 5,236.138                                                                 | 41,636.628                                                         |
| كوريا الشمالية | غير متاح                                                                  | غير متاح                                                                  | غير متاح                                                                  | غير متاح                                                           |
| كوريا الجنوبية | 1,586.786                                                                 | 30,644.427                                                                | 2,293.475                                                                 | 44,292.194                                                         |